# Royal Pavilion
A Royal Pavilion vagy Brighton Pavilion a brit uralkodói család rezidenciája Brightonban, az Egyesült Királyságban. A 19. század elején épült egy tengerparti pihenőhelynek IV. György király számára. Az épület a 19. században Indiára jellemző stílusban épült.

## Története
IV. György (akkor még Régens Herceg) először 1783-ban látogatott el Brightonba. Orvosa szerint a tengervíz jót tett György betegségének. 1786-ban kibérelt egy régi farmházat Brighton Old Steine részén, ez volt a mai épület elődje. A londoni királyi udvartól távol lévén a Brighton Pavilion egy nyugodt hely volt, ahol a herceg kipihenhette magát és kettesben lehetett Maria Anne Fitzherberttel. A herceg szerette volna őt feleségül venni, azonban ezt csak titokban tehette, mivel vallása nem engedte.
Az épület bővítésére Henry Holland építészt kérték fel. György földeket vásárolt az épület körül, ahol 1803-ban William Porden tervei alapján lovasiskola és istállók épültek. Az épület neve ekkor Marine Pavilion volt.
1815 és 1823 között John Nash építész álmodta újjá a palotát, a ma látható épület az ő munkáját dicséri. Kibővítette a farmházat és megépíttette a kupolákat és minareteket, melyek ma az épület jellegzetes részei. Az épületet vasszerkezettel erősítette meg, melyet egyedülálló módon a meglévő faszerkezet köré épített. Nash terveinek másik része azonban nem volt ennyire sikeres. 10 év elteltével a tető beázott, egy kupola pedig ráomlott az épületre. A több évnyi elhanyagolás után a Pavilion restaurálását 1982-ben kezdték meg, és még ma is dolgoznak. Az indiai stílusban épült Royal Pavilion meglehetősen furcsa látványt nyújt Brighton közepén. A belső dizájn Frederick Crace és Robert Jones munkája, akik főként kínai és indiai motívumokkal dolgoztak. Az épület remek példája az egzotikumnak, mely a herceg ízlését tükrözte.

## Galéria

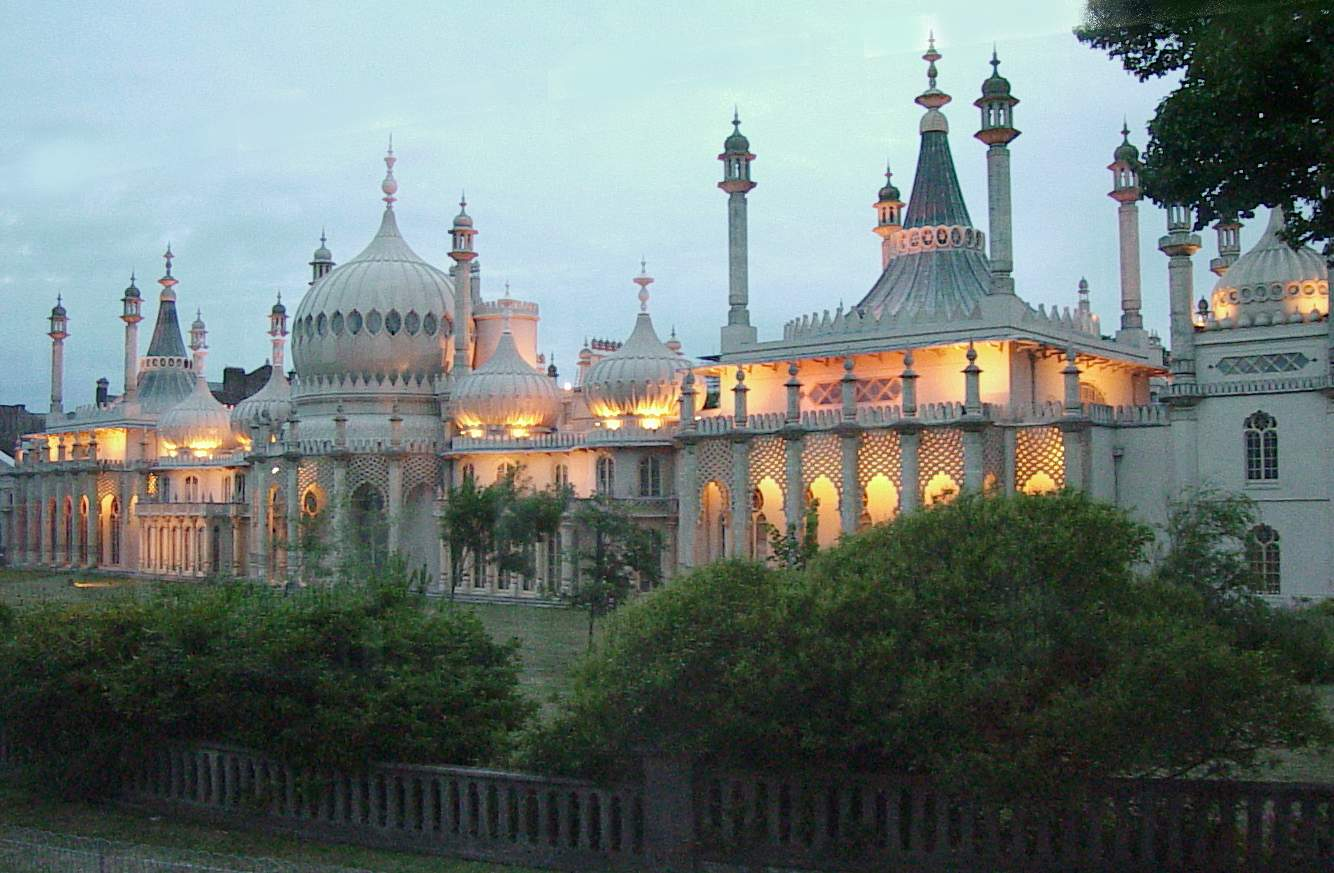
A Royal Pavilion éjszaka
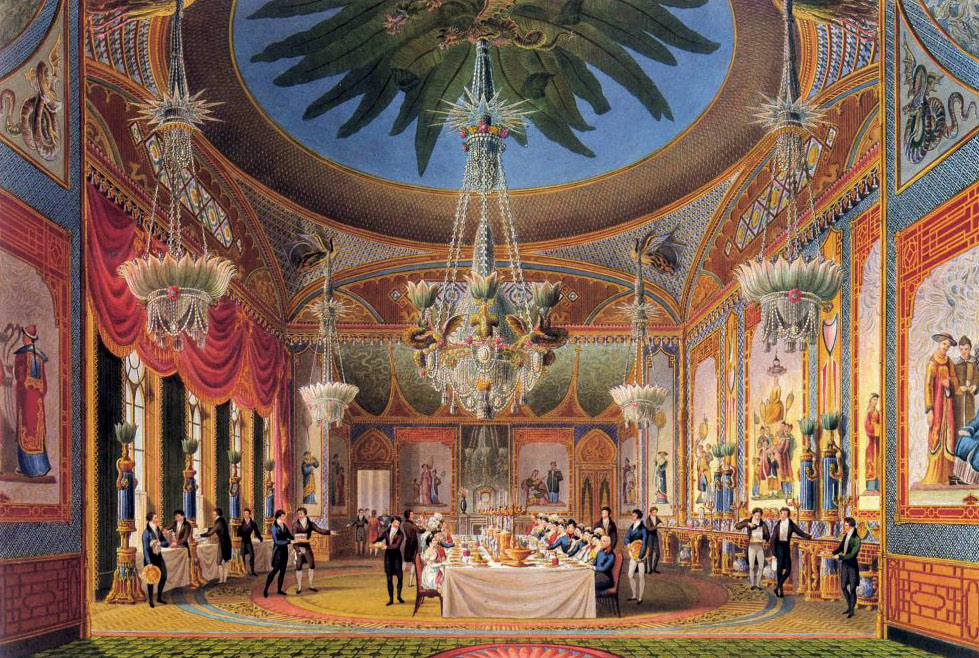
A Banqueting Room (Bankett-terem), ahogyan John Nash elképzelte
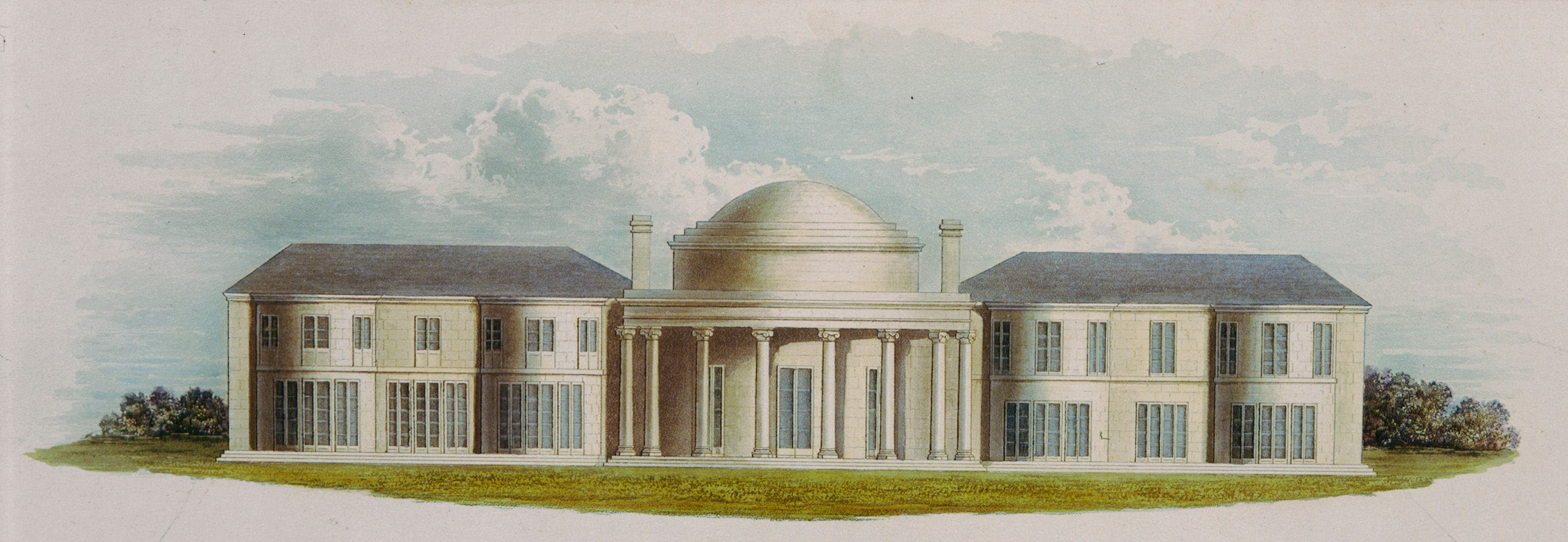
A Pavilion az átépítés előtt

## Fordítás
- Ez a szócikk részben vagy egészben  a   Royal Pavilion című angol Wikipédia-szócikk fordításán alapul.  Az eredeti cikk szerkesztőit annak laptörténete sorolja fel. Ez a jelzés csupán a megfogalmazás eredetét és a szerzői jogokat jelzi, nem szolgál a cikkben szereplő információk forrásmegjelöléseként.